# EcuRed
EcuRed (Abk. für Enciclopedia cubana en la Red – „Kubanische Enzyklopädie im Netz“) ist eine kubanische Wiki-Online-Enzyklopädie, basierend auf der MediaWiki-Software. EcuRed möchte eine „revolutionäre“, „sozialistische“, „bolivarische“ Alternative zur Wikipedia sein. Die Texte sind unter der Lizenz Creative Commons Attribution Non-Commercial ShareAlike freigegeben. Im Juli 2012 hatte EcuRed etwa 91.000 Artikel, im August 2014 waren es über 129.000, und im März 2017 etwa 166.000.
Das Projekt in spanischer Sprache, das am 14. Dezember 2010 mit 19.621 Beiträgen gestartet wurde, besteht aus Artikeln, Biographien und akademischen Arbeiten. Organisiert wird das Online-Lexikon vom kubanischen, zur kommunistischen Jugend gehörigen Computer- und Elektronik-Jugendklub mit landesweit rund 600 Niederlassungen.
EcuRed kann als Plattform zur Darstellung der Weltsicht der kubanischen Regierung angesehen werden. Die Inhalte beziehen sich häufig auf die kubanische Revolution und sind aus einer antikapitalistischen Perspektive verfasst. Beispielsweise steht in dem Artikel über die Vereinigten Staaten von Amerika, dass die USA „mit Gewalt Gebiete und Bodenschätze anderer Nationen“ geraubt haben, um sie „in den Dienst ihrer Geschäfte und Monopole zu stellen“. Von der US-Regierung werde Kuba betrachtet „wie eine schöne Frucht, die irgendwann in ihre Hände fallen wird“. Über die deutsche Wiedervereinigung erfährt man beispielsweise, dass die Bundesrepublik Deutschland die DDR annektiert habe. Auch die kubanische Geschichte wird ausschließlich aus diesem Blickwinkel betrachtet. So werden beispielsweise die demokratisch gewählten Präsidenten Alfredo Zayas, Ramón Grau San Martín und Carlos Prío als neokolonialistische bezeichnet, die Korruption, Bestechung und Gangstertum gefördert hätten. Der erste Präsident Kubas nach der Revolution, Manuel Urrutia, wird als „taktlos“, „opportunistisch“, „konservativ“ und „konfus“ beschrieben. Andere Helden der Revolution, wie der später in Ungnade gefallene und standrechtlich erschossene General Arnaldo Ochoa, finden keine nähere Erwähnung. Die EcuRed-Kategorie „Terrorismus gegen Kuba“ enthält Artikel über die international ausgezeichnete kubanische Menschenrechtsorganisation Damas de Blanco und andere Oppositionelle.
Um Seiten ändern oder neue Artikel anlegen zu können, ist eine Registrierung bei der Redaktion erforderlich. Vom potentiellen Autor werden Qualitäten wie „Verantwortlichkeit, Rückverfolgbarkeit, Originalität, Zuverlässigkeit“ verlangt. 447 Artikel waren zum Startzeitpunkt als „verbesserungsbedürftig“ (páginas a mejorar) gekennzeichnet.
Das Internet war in Kuba nur unter starken Restriktionen zugänglich (Stand: 2000). Der Zugang auf das innerkubanische Intranet und damit auch auf EcuRed ist jedoch deutlich einfacher.